# 어센드 (기업)
어센드(영어: ASND)는 대한민국의 연예 기획사다. 법인명은 주식회사 어센드엔터테인먼트다. 2025년 2월 프로미스나인으로 활동해 온 송하영, 박지원, 이채영, 이나경, 백지헌 5인을 영입과 함께 설립됐다. 같은 해 4월, 웬디와 전속계약을 체결해 현재에 이른다.

## 소속 아티스트
- 프로미스나인
- 웬디